# Тукций Цериал
Тукций Цериал (на латински: Tuccius Cerialis) е сенатор на Римската империя през 1 век.
През 93 г. той е суфектконсул заедно с Гай Корнелий Рар.